# EBRC Jaguar
De EBRC Jaguar, voluit engin blindé de reconnaissance et de combat Jaguar (nl: Gepantserd Verkennings- en Gevechtsvoertuig Jaguar), is een Frans gepantserd wielvoertuig dat bij de Franse krijgsmacht de AMX 10RC en de ERC 90 Sagaie en de VAB Mephisto met HOT vervangt, welke alle drie sinds de jaren ‘80 in dienst zijn.
Het voertuig is genoemd naar de jaguar (Panthera onca), een roofdier uit de familie van de katachtigen.

## Geschiedenis
Vanaf 2020 zouden de AMX 10RC 105 mm en ERC 90 Sagaie 90 mm verkenningsvoertuigen en het antitankvoertuig VAB Mephisto met HOT van de Franse krijgsmacht vervangen moeten worden. Alle drie zijn sinds de jaren ‘80 in dienst.
Het voertuig werd ontwikkeld door het consortium (groupement momentane d'enterprise (GME)) EBMR (Engines Blindés Multi-Rôles), waarin RTD (vanaf 2018 Arquus), Nexter en Thales samenwerken om de VBMR Griffon voor de Franse landmacht te produceren. Binnen het consortium is Arquus verantwoordelijk voor alle mobiliteitssystemen, Nexter voor de gepantserde romp, CBRN-, mijn-, IED- en ballistische bescherming, interieur en eindassemblage en Thales voor de SCORPION vetronics, communicatie, optiek, navigatiesysteem en optronische zelfbeschermingssystemen.
De EBRC Jaguar deelt 70 % van zijn onderdelen deelt met de VBMR Griffon, waaronder de aandrijflijn, de ophanging van Quiri in Straatsburg, de Elips-intercoms van Elno in Argenteuil en de Pilar V akoestische schotdetector van Metravib Defense in Lyon.
Op 6 december 2014 kondigde de Franse minister van Defensie Jean-Yves Le Drian aan dat de leveringen in 2020 zullen beginnen. Een eerste serie van 20 Jaguars en 319 Griffons werd besteld in april 2017.
Een tweede serie van 271 Griffons en 42 Jaguars werd op 24 september 2020 besteld.
In totaal is het Franse leger van plan om 1.872 Griffons en 300 Jaguars te kopen. Daarnaast koopt men 1.060 Serval VLTP-P's, te leveren voor 2033.
De eerste werden geleverd aan het 1e Regiment Chasseurs d'Afrique (1 RCA) in Canjuers.

### België
Op 26 oktober 2018 formaliseerde het Belgische kabinet het plan om 60 EBRC Jaguars en 382 VBMR Griffons. te kopen voor € 1,5 miljard. De voertuigen zullen de Piranha IIIC en Dingo 2 pantserinfanterievoertuigen van de Landcomponent van Defensie vervangen. De deal omvat ook reserveonderdelen en beveiligde communicatieapparatuur. De leveringen zijn gepland vanaf 2025. Eindmontage, inclusief de ombouw naar de verschillende specifieke varianten en het testen van de voertuigen, zal gebeuren door de firma Mol in België.

## Ontwerp
Oorspronkelijk was het de bedoeling dat de Griffon en Jaguar niet meer dan € 1 miljoen per stuk zouden kosten door ze te baseren op een commercieel 6×6 vrachtwagenchassis en standaard commerciële vrachtwagenmotoren te gebruiken. De motoren moesten echter worden aangepast om ze geschikt te maken voor ‘multifuel’, en met andere aanpassingen werden beide voertuigen uiteindelijk veel duurder. Een EBRC Jaguar kostte in 2019 ongeveer € 6 miljoen, en de prijs was in 2022 gezakt naar ±€ 5 miljoen.
De bemanning van de EBRC Jaguar bestaat uit drie personen: de commandant en de schutter in de toren en  de chauffeur midden voorin de romp.

### Romp
De romp is van gelast aluminium, bedekt met keramiek en TTHD (very high hardness sheets) en staal voldoet aan STANAG 4569 niveau 4, en beschermt tegen 14,5 mm kogels, granaatscherven en IED’s. Verdere bescherming bestaat o.a. uit het Thales Barrage stoorzender tegen IED's, twee Antares laser sensor (raketwaarschuwingsysteem), een TDA Armaments actief blokkeersysteem en een op het dak gemonteerde Metravib Pilar V akoestische schotdetector.
De Jaguar heeft een overdruksysteem dat beschermt tegen chemische en biologische strijdmiddelen en fall-out. Voor inzet in warme klimaten is de Jaguar uitgerust met airconditioning.
De Jaguar is voorzien van SICS (Systeme d'Information de Combat SCORPION) waaronder het radiosysteem CONTACT.
Het powerpack ("groupe motopropulseur" (GMP)), is achter in het voertuig gemonteerd en bestaat uit een Volvo HDE 11-dieselmotor en een ZF-versnellingsautomaat met zeven versnellingen. De HDE 11-motor is een zescilinder-in-lijn-dieselmotor met turbocompressor met een cilinderinhoud van 11 liter en ontwikkelt een vermogen van 360 kW (490 pk) en voldoet aan de Europese emissienorm Euro 3. De tussenbak is uitgerust met een omkeersysteem waardoor de Jaguar achteruit kan rijden op een helling van 10% (5,6°)met een snelheid van 25 km/u De Jaguar kan hellingen oprijden (grimper des pentes) van 50% (28°):±2:15 (‘klimhoek’) en kan zijdelingse hellingen aan (d'absorber des dévers) van 30% (16,8°):±2:15 (‘kantelhoek’). Hij heeft een overscheidingsvermogen (franchir des fossés) van 1 m:±2:15 en een waadvermogen (passage à gué) - 1,20 m.:±2:15
De brandstofcapaciteit is 500 liter, waarvan 380 liter wordt vervoerd in een tank aan de rechterkant van het voertuig, tussen de vooras en de middelste as, buiten de beschermde carrosserie.
De vier achterwielen van de Jaguar worden aangedreven en de voorwielaandrijving kan worden bijgeschakeld door de chauffeur ("6x4 inschakelbaar 6x6"). De voor- en achteras zijn gestuurd, maar de achteras alleen tot een snelheid van circa 20 km/u, waardoor de draaicirkel 17 m is. te verkrijgen. Alle drie de assen zijn uitgerust met een onafhankelijke hydropneumatische vering met lange veerweg, waardoor het voertuig een grotere terreinvaardigheid heeft dan zijn voorgangers, en een grote stabiliteit bij rijdend vuren. Door de ophangingen kan de bodemvrijheid vergroot of verkleind worden; er zijn 3 standen: ‘hoog’  (haute) (47 cm) voor rijden in het terrein, ‘midden’ (milieu) voor rijden op de weg en ‘laag’ (bas), om een lager silhouet te hebben in een stelling of bij transport door de lucht. De zes Michelin 14.00 R20 banden zijn uitgerust met een Hutchinson run-flat-systeem, en een VPG-systeem (Variation de Pression de Gonflage) waarmee de bandenspanning vanuit de cabine kan worden aangepast.

### Toren
De 360° draaibare tweepersoons toren is voorzien van een 40 mm CTA CT40 snelvuurkanon dat telescopische munitie afvuurt met een vuursnelheid van 200 schoten per minuut en een maximaal effectief bereik van 1500 meter. 
Het magazijn bevat 63 granaten, terwijl er in het voertuig nog 120 meegevoerd worden. De draaisnelheid van de toren is 60°/s. Het kanon kan tot 45° geëleveerd worden waardoor de Jaquar ook luchtdoelen kan bevuren. De maximale declinatie is -10°. Het kanon kan enkele schoten afvuren, of vuurstoten van 3 of 5 schoten. Het heeft een ‘dual feed’ patroonaanvoersysteem, waardoor er twee types munitie direct beschikbaar zijn.

### Akeron MP AGWS
Aan de rechterkant van de koepel bevindt zich een inklapbare lanceerinrichting met twee Akeron MP (ook wel MMP genoemd) antitankraketten met een bereik van 5 km. In het voertuig worden twee extra raketten meegevoerd. Dankzij het SCORPION-systeem kunnen de raketten ook ‘beyond line of sight’ (BLOS) afgevuurd worden.

### Arquus Hornet RCWS
Linksvoor bevindt zich bovenop de koepel een Arquus Hornet S T3 op afstand bediend wapenstation (fr: "Tourelleau Téléopéré" (TTOP), en: "Remote Controlled Weapon Station" (RCWS)) met een MAG 58 7,62 mm machinegeweer met 500 patronen (2200 extra patronen worden meegevoerd in het voertuig.) en een Safran Optrolead PASEO-panoramavizier dat bediend kan worden door de commandant en de schutter. Ten slotte beschikt het voertuig over een GALIX 80 mm rookgranaatlanceerinrichting met 2x4 bussen.

### Camouflage
De Jaguars zullen, evenals de VBMR Griffon et VBMR-L Serval, worden geleverd in de nieuwe camouflagekleur van de Franse landmacht: effen “brun terre de France” (BTF)  (“Frans aardebruin”). De nieuwe kleur is de basis van het nieuwe Scorpion-camouflage systeem. De ‘PIR’-verf beschermt ook tegen waarneming door warmtebeeldapparatuur. Het interieur is bleekgroen (vert-jaune pâle):p95
- EBRC Jaguar (mrt 2022)

"EBRC
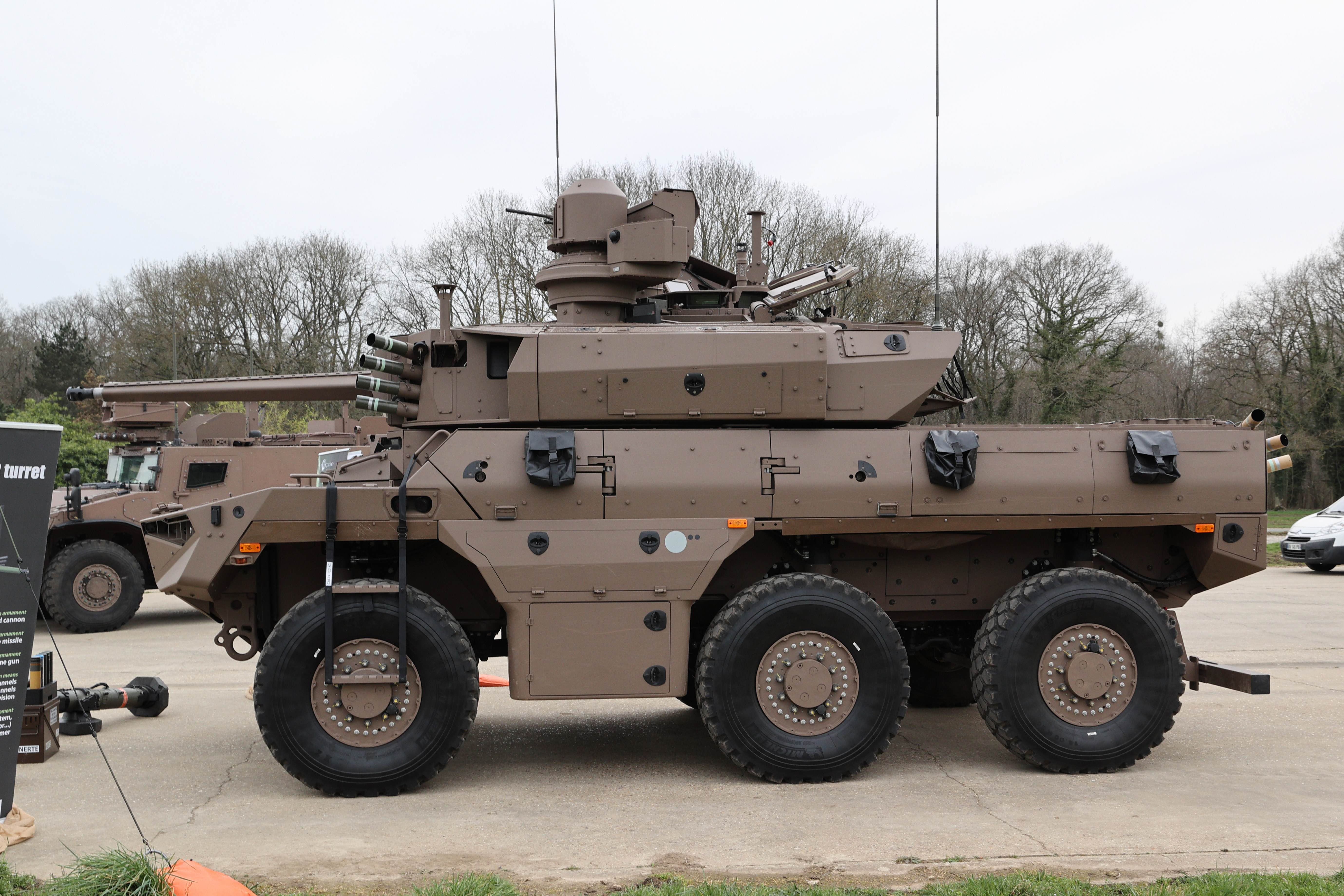
Zijaanzicht links
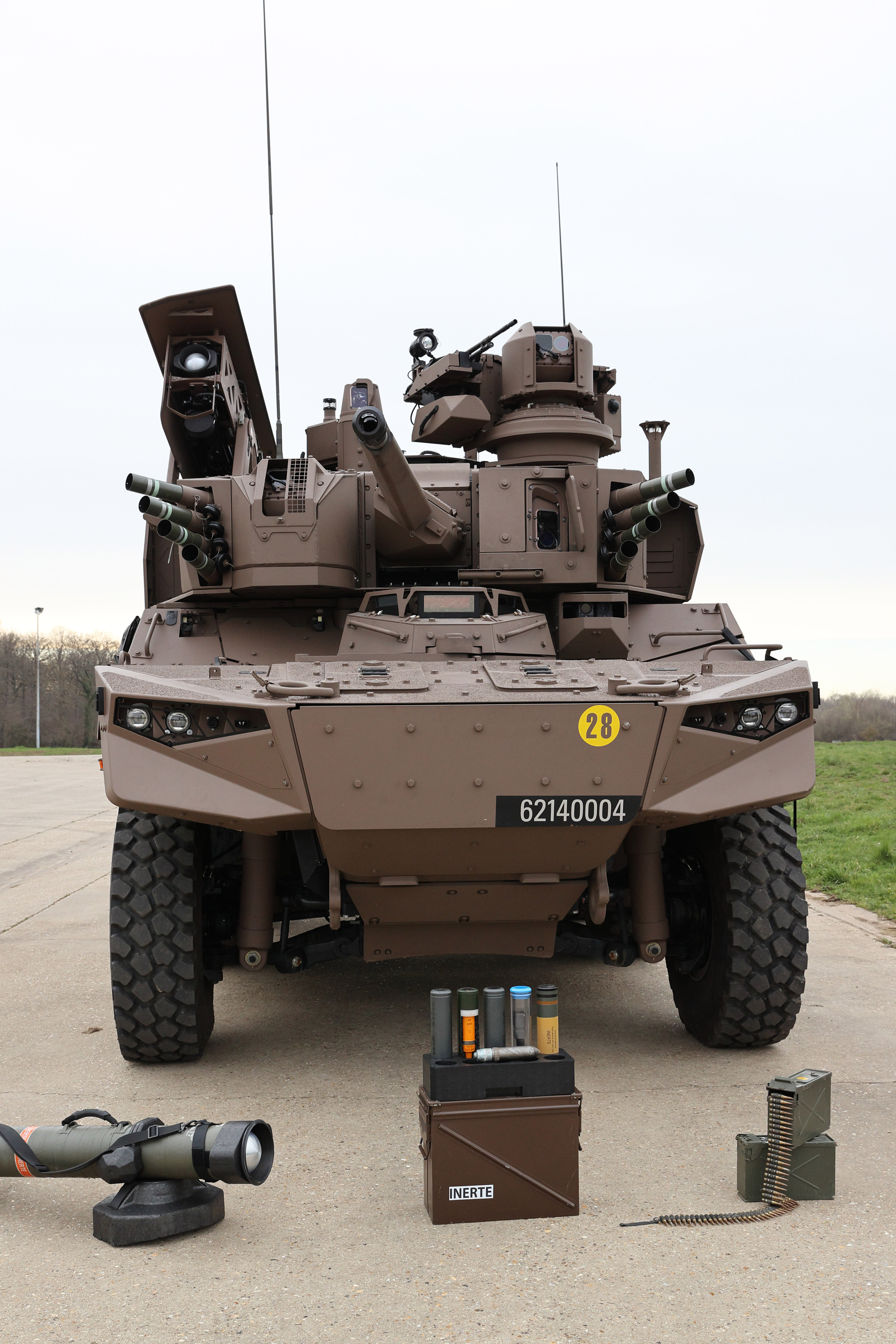
Vooraanzicht
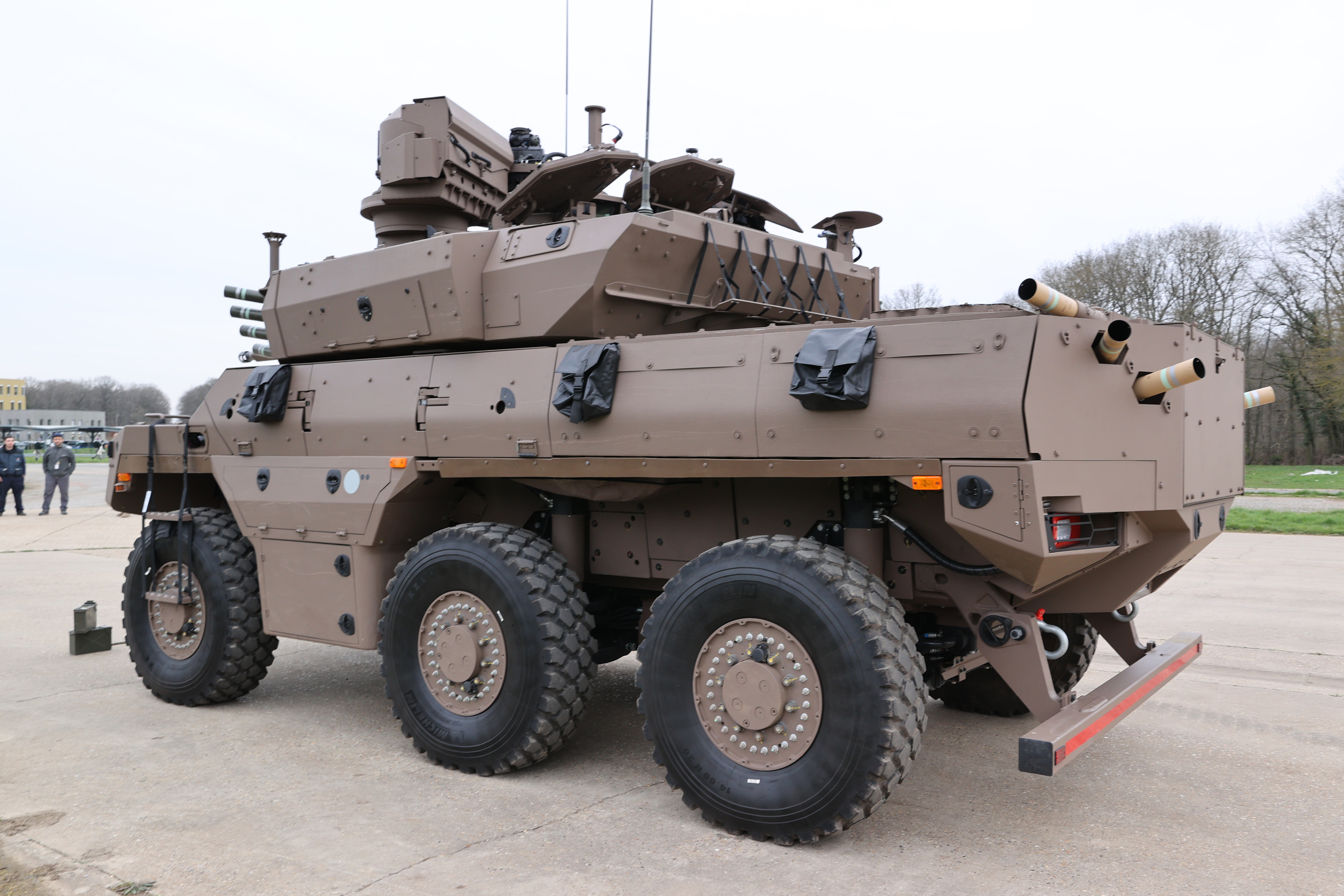
Zijaanzicht rechts

## Gebruikers
- Frankrijk – De Franse Landmacht koopt als onderdeel van het ‘Scorpion’-programma 300 EBRC Jaguars, 1.872 VBMR Griffons[noot 1] en 978 VBMR-L Servals[noot 1] die worden ingevoerd voor 2030 en daarnaast nog 1.060 VLTP-P Servals[noot 7] met extra ballistische bescherming[noot 2] die worden ingevoerd voor 2033.[8][32][33][34][35]
- België – De Landcomponent van Defensie koopt 60 Jaguars en 382 Griffons[8][36] Deze zullen worden geassembleerd door de firma Mol in België.[16][17]

## Varia
De EBRC Jaguar komt voor in de first-person shooter Battlefield 2042 uit 2021, waar hij wordt aangeduid als de EBAA Wildcat. In-game wordt hij gebruikt door zowel de Amerikaanse als de Russische facties.